# ヴォイット・ヘルステン
ヴォイット・ヘルステン（Voitto Valdemar Hellsten、1932年2月15日 - 1998年12月7日）は、フィンランドの陸上競技選手。1956年メルボルンオリンピックの銅メダリストである。南西スオミ県ペルテッリ出身。

## 経歴
ヘルステンは、1952年に母国フィンランドで開催されたヘルシンキオリンピックの100m、200m、4×100mリレーの3種目に出場したが、いずれも予選で敗れ結果を残すことができなかった。
その後、ヘルステンは距離を伸ばし400mを中心に競技に出場していく。1954年のスイスのベルンで開催されたヨーロッパ選手権では決勝に進出。47秒0のフィンランド新記録で、ソ連のアルダリオン・イグナチェフに次いで銀メダルを獲得。さらに4×400mリレーでも、3分11秒4で、フランス、ドイツに次いで銅メダルを獲得した。
1956年には、メルボルンオリンピックに出場。400mでは、上位4人による激しいレースが繰り広げられた。金メダルはアメリカのチャーリー・ジェンキンスが獲得したことが明らかであったが、ドイツのカール＝フリードリッヒ・ハース、ソ連のイグナチェフ、そしてヘルステンの3人のメダル争いは熾烈を極めた。3人のうちハースがわずかに先着していたことからハースは銀メダルとなったが、イグナチェフとヘルステンはどちらが先着していたか審判は判断がつかなかった。電気掲示では、イグナチェフ、ヘルステンとも47秒15であったことから、両者とも銅メダル獲得となった。この大会では、ヘルステンは4×400mリレーにも出場したが、準決勝で敗れている。
1958年のヨーロッパ選手権にも400mと4×400mリレーに出場したが、400mでは決勝進出を逃す。準決勝のタイム47秒2は準決勝のほかの組であれば余裕で決勝進出できるタイムであった。さらに4×400mリレーでも惜しくも決勝進出を逃している。
ヘルステンは、1960年に3大会連続のオリンピックとなるローマオリンピックに出場。400mと4×400mリレーの2種目に出場したが両種目とも予選で敗退した。
ヘルステンは、その後フィンランドの国会議員として1962年から1970年までその職に就いた。

## 自己ベスト
- 100m - 10秒6 (1955年)
- 200m - 21秒3 (1956年)
- 400m - 46秒1 (1956年)
- 800m - 1分50秒1 (1955年)

## 主な実績
| 年   | 大会                 | 場所                       | 種目         | 結果      | 記録     |
| ---- | -------------------- | -------------------------- | ------------ | --------- | -------- |
| 1952 | オリンピック         | ヘルシンキ(フィンランド)   | 100m         | 4位（1h） | 11秒1    |
| 1952 | オリンピック         | ヘルシンキ(フィンランド)   | 200m         | 5位（qf） | 22秒4    |
| 1952 | オリンピック         | ヘルシンキ(フィンランド)   | 4×100mリレー | 4位（qf） | 42秒0    |
| 1954 | ヨーロッパ陸上選手権 | ベルン(スイス)             | 400m         | 2位       | 47秒0    |
| 1954 | ヨーロッパ陸上選手権 | ベルン(スイス)             | 4×400mリレー | 3位       | 3分11秒5 |
| 1956 | オリンピック         | メルボルン(オーストラリア) | 400m         | 3位       | 47秒0    |
| 1956 | オリンピック         | メルボルン(オーストラリア) | 4×400mリレー | 4位（sf） | 3分11秒4 |
| 1960 | オリンピック         | ローマ(イタリア)           | 400m         | 4位（1h） | 48秒4    |
| 1960 | オリンピック         | ローマ(イタリア)           | 4×400mリレー | 4位（qf） | 3分11秒7 |

- 1hは1次予選、qfは準々決勝・2次予選、sfは準決勝